# Нэ-но-Куни
Нэ-но куни (яп. 根の国, «страна корней»), также Нэ-но катасу куни (яп. 根之堅洲國), хаха-но-куни (яп. 妣國, «страна матери») — в японской мифологии страна, в которой обитают бог Сусаноо с дочерью Сусарибимэ. Туда отправляется Окунинуси и, преодолев все препятствия, чинимые ему Сусаноо, получает в жены Сусэрибимэ. Из упоминаний в разных памятниках складывается представление, что это — большая, далёкая страна, расположенная в глубине земли или на дне моря, страна мрака. Многое роднит Нэ-но куни с Ёми, страной мёртвых, но точная связь между этими понятиями не определена.